# 白文冠
白文冠（1873年—1941年），直隶河间县城(现河间市瀛州镇)人，回民支队队长马本斋之母。1941年被日军俘虏后绝食而亡。

## 生平
1894年，已经21岁的白文冠嫁给马永常为妻，共生四子，次子即为马本斋。
1905年，华北大旱，马永常被迫携他的两个弟弟到长城隘口以北的地区谋生，白文冠则一个人撑持一家生计。即使家庭困难，马永常还是让马本斋读了两年书。马本斋在东北军当团长时，白文冠经常托人给儿子带信，告诫他清正为官，万勿扰民。九一八事变后，马本斋在母亲的鼓励下，请缨与日军作战，遭上司严词训斥，遂辞官还乡。
1937年初冬，马本斋组织起70余人的抗日义勇队，白文冠携儿媳走东串西组织起30多名妇女，为战士做饭、送水、洗衣裳，承担后勤工作。面对抗日义勇队内部的权力斗争，马本斋听从母亲的劝导，向共产党靠近，抗日义勇军后改编为回民支队。
1940年后，日军利用与重庆国民政府谈判的机会，集兵20万回师华北，对中國共產黨抗日根據地进行清剿、扫荡。马本斋多次擊敗日军。日军指挥官采纳从回民支队投降之人哈少甫的建议，决定逮捕白文冠，逼降马本斋；如果马本斋率部救母，就乘机消灭回民支队。
1941年8月27日，日伪军五六百人包围了白文冠所在地：东辛庄。围村之前，白文冠和部分群众已隐蔽到村外的庄稼地里，日伪军要求村民透露白文冠下落，村民沒有告知白文冠的行踪。日伪军准备屠村，白文冠決定現身，結果被日伪军抓走。
日军指挥官劝说白文冠写信劝降马本斋，许给马本斋“高官厚禄”，白文冠拒絕，绝食7天而亡，享年68岁。

## 后事
2014年9月1日，白文冠被中华人民共和国民政部列入第一批300名著名抗日英烈和英雄群体名录。